# Šat al-Arab
Šat al-Arab (arap. Arapska obala) ili Arvand-Rud (perz. rijeka Arvand), rijeka koja se protječe kroz Irak i Iran.
Izvor rijeke spojnica je glavnih tokova Eufrata i Tigrisa kod iračkog grada Kurne, a nalazi se na nadmorskoj visini od četiri metra. Rijeka se proteže dužinom od 200 km i ulijeva se u Perzijski zaljev između iračkog poluotoka Fav i iranskog otoka Hezr (Abadan). U kontekstu političke geografije, tok rijeke može se podijeliti na sjeverni koji protječe kroz Irak odnosno južni koji čini iračko-iransku granicu. Na desnoj (zapadnoj) obali nalaze se irački gradovi Basra i Fav, a na lijevoj (istočnoj) iranski gradovi Hejn, Horamšaher i Abadan. Zbog velikog strateškog značaja, rijeka je u posljednjih 250 godina bila predmetom brojnih političkih sukoba između Irana s jedne odnosno Osmanskog, Britanskog Carstva i Iraka s druge strane. 
Porječje ove rijeke do sredine 1970-ih bila je najveća šuma datulja na svijetu i sastojala se od 17-18 milijuna stabala, ali zbog tri velika rata (1980.-1988., 1991. i 2003.) došlo je do ekološke katastrofe i 80%-tnog uništenja šume.